# Après la chute (film, 2009)
Pour les articles homonymes, voir Après la chute.
Pour plus de détails, voir Fiche technique et Distribution.
Après la chute est un film franco-allemand réalisé par Hiner Saleem et sorti en 2009.

## Synopsis
En 2003, la télévision retransmet les images d'une population irakienne en liesse avec la chute de Saddam Hussein. Azad, Kurde exilé en Allemagne, organise à cette occasion une fête et suit le reportage télé avec ses invités irakiens. Mais la réunion festive se transforme en affrontement avec la résurgence de vieilles rancunes.

## Fiche technique
- Titre original : Après la chute
- Réalisation et scénario : Hiner Saleem
- Production : Dominique Barneaud et Robert Guédiguian
- Dialogues : Hiner Saleem
- Musique : Carnewa Suleyman
- Photographie : Andréas Sinanos, Emre Erkmen
- Son : Garip Özden, Jean-François Viguié, Roman Dymny
- Montage : Morgane Spacagna
- Costumes : Claudia Rössler
- Pays d'origine :  Allemagne,  France
- Langues de tournage : allemand, kurde
- Producteurs : Dominique Barneaud, Robert Guédiguian
- Sociétés de production : Agat Films & Cie (France), Mitos Film (Allemagne)
- Société de distribution : Doc & Film International
- Format : couleur — 1.66:1 Betacam numérique PAL — son stéréophonique
- Genre : comédie dramatique, historique
- Durée : 63 min
- Date de sortie : 
  -  Suisse romande : 13 août 2009 au Festival international du film de Locarno

## Distribution
- Nazmi Kirik : Azad
- Yildiz Gültekin : Asia
- Fehmi Mohammad Salim : Bakhtiar
- Marisa Commandeur : la petite amie
- Nisti Sterk : Amira
- Abdulselam Kilgi : Baran
- Ferhad Feqi : Aso

## Distinction
- Festival de Locarno 2009 : Section Ici et Ailleurs.